# Электронные торги
Торги в электронной форме (электронные торги) — это урегулированная нормами права система общественных отношений между участниками электронного взаимодействия размещённой в сети Интернет информационной системы общего пользования, с использованием которой эти участники совершают между собой гражданско-правовые сделки по реализации товаров, работ или услуг.
Процесс проведения электронных торгов в электронной форме является регламентированным процессом, который включает в себя выполнение функций подготовки, получения, анализа, обработки и предоставления информации, касающейся участников электронного взаимодействия.
Работа участника электронного взаимодействия на электронной площадке возможна при одновременном выполнении им следующих требований, предъявляемых:
- к техническому обеспечению рабочей станции (компьютеру);
- к программному обеспечению;
- к организации электронного документооборота.

## Общие положения
В зависимости от целей проведения, электронные торги делятся на четыре подвида:
- торги, проводимые с целью размещения заказов на поставки товаров, выполнение работ, оказание услуг для государственных и муниципальных нужд;
- торги, проводимые с целью реализации имущества должников в деле о банкротстве;
- торги по продаже арестованного имущества;
- торги, проводимые по заказу коммерческих организаций (электронная коммерция).

Каждая разновидность электронных торгов имеет свои особенности. При этом всем электронным торгам присуще и общие родовые (системные) признаки:
- первый — в торгах одинаковый состав участников электронного взаимодействия (статья 2 Федерального закона от 6 апреля 2011 г. N 63-ФЗ «Об электронной подписи»), состоящий из трёх элементов:

1. организатор торгов;
2. оператор электронной площадки;
3. пользователи электронной площадки.

- второй — торги проводятся на электронной площадке, которая является способом связи этих трёх элементов, то есть структурой системы, призванной своевременно обеспечивать участников электронного взаимодействия необходимой информацией.

Оператор электронной площадки — российское юридическое лицо или индивидуальный предприниматель, являющиеся законными правообладателями размещённой в сети «Интернет» информационной системы общего пользования, с использованием которой участники электронного взаимодействия посредством обмена информацией проводят торги.
Организатором торгов является лицо, заключившее с оператором электронной площадки договор с целью поиска лица, заинтересованного в заключении сделки с имуществом (имущественными правами), выставленном на торги в качестве лота.
Пользователи электронной площадки — государственные органы, органы местного самоуправления, организации и граждане, имеющие намерение приобрести информацию, хранящуюся в информационной системе оператора электронной площадки или использующие указанную информацию с целью заключения договора, предметом которого является реализация товаров, работ или услуг.
Электронная площадка представляет собой размещённую в сети Интернет информационную систему общего пользования, с использованием которой участники электронного взаимодействия посредством обмена между собой информацией проводят электронные торги. Объём родового понятия «информационная система» раскрывается в подпункте 3 статьи 2 Федерального закона «Об информации, информационных технологиях и о защите информации». В частности, под информационной системой понимается совокупность содержащейся в базах данных информации и обеспечивающих её обработку информационных технологий и технических средств. Электронная площадка как разновидность этой информационной системы состоит из пяти элементов:
- доменное имя сайта в сети «Интернет»;
- база данных;
- программно-аппаратный комплекс;
- канал связи;
- служба технической поддержки.

## Электронные торги с целью размещения госзаказа
Торги в электронной форме с целью размещения госзаказа — это урегулированные Федеральным законом «О контрактной системе в сфере закупок товаров, работ, услуг для обеспечения государственных и муниципальных нужд» (закон № 44-ФЗ, вступивший в силу с 1 января 2014 года) отношения между участниками электронного взаимодействия размещённой в сети Интернет информационной системы общего пользования, с использованием которой осуществляется размещение заказов на поставки товаров, выполнение работ, оказание услуг для государственных и муниципальных нужд в форме открытого аукциона и запроса котировок. До 1 января 2014 года торги в сфере госзаказа регулировались законом № 94-ФЗ «О размещении заказов на поставки товаров, выполнение работ, оказание услуг для государственных и муниципальных нужд»
Основным видом закупок являются электронные аукционы. Для того, чтобы принять участие в аукционе проводимом в соответствии с 44-ФЗ, необходимо быть зарегистрированным и аккредитованным участником федеральной электронно-торговой площадки. Для прохождения процедуры регистрации и дальнейшей аккредитации необходимо иметь усиленную квалифицированную электронную подпись. Усиленную электронную подпись можно получить в одном из аккредитованном Министерством Экономики РФ Удостоверяющем центре. По состоянию на ноябрь 2014 года самым оптимальным способом получения электронной подписи для торгов по 44-ФЗ является заявка через так называемые ЭЦП Центры, они предназначены для координации Удостоверяющих Центров по региональной принадлежности, таким образом конечный пользователь получает ЭП в своём городе. ЭЦП Центр способствует расширению конкуренции на рынке электронных торгов, так как ранее представителям малого бизнеса было сложно получить ЭП, например, в Москве, находясь на Камчатке.

## Электронные торги в деле о банкротстве
Торги в электронной форме в деле о банкротстве — это урегулированные Федеральным законом «О несостоятельности (банкротстве)» отношения между участниками электронного взаимодействия размещённой в сети Интернет информационной системы общего пользования, с использованием которой осуществляется реализация имущества должников в форме открытого аукциона, открытого конкурса и/или публичного предложения.
Электронные торги в деле о банкротстве являются обязательными с 2011 года.
По состоянию на май 2013 года в России действуют 48 электронных площадок.
Конечным юридически значимым (правовым) результатом каждых конкретных электронных торгов в деле о банкротстве является только определение победителя торгов, которому арбитражный управляющий в последующем должен направить предложение (оферту) заключить договор купли-продажи предприятия или иного имущества должника, выставленного на торги. В деле о банкротстве подписанный организатором торгов с покупателем имущества протокол силы договора не имеет. Этим эта разновидность торгов принципиально отличается от торгов, проводимых по реализации имущества в рамках исполнительного производства, которые, в свою очередь, являются торгами именно по непосредственной продаже имущества и на которых итоговый протокол торгов имеет силу договора.
При организации торгов арбитражный управляющий самостоятельно принимает решение о формировании состава имущества (лота), которое будет предложено к реализации. При этом Закон о банкротстве не устанавливает обязанности формировать лоты исходя из функциональной и технологической или иной взаимосвязи имущества, являющейся предметом торгов. Исключение составляет только пункт 1 статьи 201 Закона о банкротстве, в абзаце втором которого установлено, что имущество должника, непосредственно используемое для производства и (или) реализации товаров (работ, услуг) в условиях естественной монополии, выставляется на торги единым лотом.
Реализации на торгах, проводимых в электронной форме, подлежит имущество должников, которое не изъято из оборота или не ограничено в обороте, в том числе:
- предприятие, как имущественный комплекс;
- недвижимое имущество;
- ценные бумаги;
- имущественные права;
- заложенное имущество;
- предметы, имеющие историческую или художественную ценность;
- вещь, рыночная стоимость которой превышает пятьсот тысяч рублей, в том числе неделимая вещь, сложная вещь, главная вещь и вещь, связанная с ней общим назначением (принадлежность).

Регулирующим органом (в настоящее время Минэкономразвития РФ) могут быть определены иные виды имущества (в том числе имущественные права), подлежащие обязательной реализации на торгах, проводимых в электронной форме.
Исключение составляют следующие ситуации:
- часть имущества, балансовая стоимость которого на последнюю отчётную дату до даты утверждения плана внешнего управления или введения процедуры конкурсного производства составляет менее чем 100.000 (Сто тысяч) рублей, реализуется в порядке, установленном планом внешнего управления или собранием кредиторов.
- имущество должника, которое является продукцией, изготовленной должником в процессе своей хозяйственной деятельности, реализуется в обычном порядке.

Если после проведения торгов победитель торгов отказывается или уклоняется от подписания договора купли-продажи в течение пяти дней со дня получения предложения арбитражного управляющего о заключении такого договора, то организатор торгов вправе предложить заключить договор купли-продажи участнику торгов, предложившему наиболее высокую цену имущества (предприятия) должника по сравнению с ценой, предложенной другими участниками торгов, за исключением победителя торгов.
Если к участию в торгах был допущен только один участник, заявка которого на участие в торгах:
- соответствует условиям торгов (в случае проведения торгов в форме конкурса) или
- содержит предложение о цене предприятия не ниже установленной начальной цены продажи предприятия,

то арбитражный управляющий вправе заключить с таким участником договор купли-продажи имущества по предложенной им цене, при этом сами торги признаются несостоявшимися.

## Электронные торги по реализации арестованного имущества
Торги в электронной форме по реализации арестованного имущества — это урегулированные Федеральным законом «Об исполнительном производстве» отношения между участниками электронного взаимодействия размещённой в сети Интернет информационной системы общего пользования, с использованием которой в форме открытого аукциона осуществляется реализация имущества должников, арестованного во исполнение судебных решений или актов органов, которым предоставлено право принимать решения об обращении взыскания на имущество.
Предметом сделок на торгах может быть следующее имущество:
- недвижимое имущество,
- ценные бумаги (за исключением инвестиционных паёв открытых паевых инвестиционных фондов, а по решению судебного пристава-исполнителя — также инвестиционных паёв интервальных паевых инвестиционных фондов),
- имущественные права,
- заложенное имущество, на которое обращено взыскание для удовлетворения требований взыскателя, не являющегося залогодержателем,
- предметы, имеющие историческую или художественную ценность,
- вещи, стоимость которой превышает пятьсот тысяч рублей, включая неделимую, сложную вещь, главную вещь и вещь, связанную с ней общим назначением (принадлежность).

## Электронная коммерция
Коммерческие электронные торги — отношения между участниками электронного взаимодействия размещённой в сети Интернет информационной системы общего пользования, с использованием которой организатор торгов осуществляет свою предпринимательскую деятельность, направленную на получение прибыли от реализации товаров, работ или услуг путём размещения в этой системе своей публичной оферты.